# Monika Frimmer
Monika Frimmer, née le 16 août 1957 à Marbourg et morte le 26 décembre 2022, est une soprano allemande d'opéra et de concert.

## Carrière
Monika Frimmer étudie à la Hochschule für Musik und Theatre Hannover à Hanovre. Elle étudie et travaille avec Birgit Nilsson, Elisabeth Schwarzkopf et Jörg Demus. En 1980, elle remporte le concours national Bundeswettbewerb Gesang Berlin.
Elle est membre de l’ensemble de l'opéra de Hanovre en tant que soprano lyrique de 1980 à 1993. En 1982, elle est apparue en tant qu'Anima dans une production scénique de la Rappresentazione di Anima a di Corpo d'Emilio de' Cavalieri dans la Marktkirche, dirigée par Hans-Martin Linde. Elle a chanté le rôle de Najade dans Ariane auf Naxos de Richard Strauss. Dans l'opéra Sly d'Ermann Wolf-Ferrari, relancé par l'opéra de Hanovre, elle chante le rôle de Rosalina. Depuis 1993, elle travaille comme chanteuse indépendante à l'opéra, à l'oratorio et au lied.
En 1987, Frimmer participe à l'enregistrement du Membra Jesu nostri de Buxtehude dirigé par Ton Koopman avec Barbara Schlick, Michael Chance, Christoph Prégardien, Peter Kooy, le Knabenchor Hannover et l'Orchestre baroque d'Amsterdam. À la Neustädter Kirche, à Hanovre, elle chante dans des concerts choraux en 1996 Ein deutsches Requiem , en 1988 avec la cantate de Stravinsky et la Grande Messe en ut mineur de Mozart. En 1991, elle interprète la Passion selon saint Matthieu de Bach lors du dernier concert dirigé par Erhard Egidi, aux côtés de Dantes Diwiak, Anselm Richter, Ralf Popken et Joachim Gebhardt. En 1998, elle enregistre la Passion selon saint Matthieu avec le Chœur de l'église Saint-Thomas de Leipzig et l'Orchestre du Gewandhaus de Leipzig, dirigé par Georg Christoph Biller. Elle est soliste soprano dans les cycles des cantates de Bach de Gustav Leonhardt et de Masaaki Suzuki. Avec Leonhardt, elle enregistre également l'oratorio de Pâques et l'oratorio de l'Ascension de Bach, avec l'oratorio de Noël avec Suzuki.
En 2002, elle fonde avec Christa Bonhoff, Dantes Diwiak et Peter Kooy un quatuor Tanto Canto qui chante a cappella rarement, au piano ou avec un ensemble. Le quatuor enregistre en 2005 des extraits des collections Augsburger Tafel-Confect (abréviation de: Ohren-vergnügendes und Gemüth-ergötzendes Tafel-Confect) des compositeurs Valentin Rathgeber et Johann Caspar Seyfert,. Elle collabore régulièrement avec le Trio di Clarone et l'Ensemble Incanto. Son accompagnatrice pour Lieder est Liese Klahn .